# Brélès
Brélès je francouzská obec v departementu Finistère v Bretani. Brentonský název obce je Brelez en. Leží 20 kilometrů od Brestu.

## Vývoj počtu obyvatel
Počet obyvatel

## Památky
- zámek Kergroades postavený v letech 1602–1613
- kostel Notre Dame